# Gyňov
Gyňov (Hongaars: Hernádgönyű) is een Slowaakse gemeente in de regio Košice, en maakt deel uit van het district Košice-okolie.
Gyňov telt 575 inwoners.